# Hemerobius indicus
Hemerobius indicus är en insektsart som beskrevs av Douglas E. Kimmins 1938. Hemerobius indicus ingår i släktet Hemerobius och familjen florsländor. Inga underarter finns listade i Catalogue of Life.